# Erzbistum Dublin
Das Erzbistum Dublin (lateinisch Archidioecesis Dublinensis, irisch Ard-Deoise Bhaile Átha Cliath, englisch Archdiocese of Dublin) ist die größte Diözese der römisch-katholischen Kirche Irlands. Sie hat ihren Sitz in Dublin.
Im Jahr 633 wurde das Bistum durch Papst Honorius I. gegründet und 1152 durch Papst Eugen III. zum Erzbistum erhoben.
Sein Gebiet umfasst das frühere County Dublin, fast das gesamte County Wicklow, einen großen Teil des County Kildare und Teile der Countys Carlow, Wexford und Laois. Die Bistümer Ferns, Kildare and Leighlin und Ossory sind als Suffraganbistümer zugeordnet.

## Bischofskirche
Die Dubliner Kathedrale der römisch-katholischen Kirche wird als „Pro-Kathedrale“ bezeichnet. Dies soll ausdrücken, dass die Katholiken nach wie vor die Christ Church Cathedral (auch: The Cathedral of the Most Holy Trinity – Kathedrale der heiligsten Dreifaltigkeit) als ihre „eigentliche“ Bischofskirche ansehen. Sie war seit dem Mittelalter die Kirche der Erzbischöfe von Dublin, bis sie im 16. Jahrhundert unter Heinrich VIII. wie alles Kirchengut an die anglikanische Church of Ireland fiel. Die Prokathedrale wurde 1814–1825 im klassizistischen Stil erbaut und ist eine der größten Kirchen Irlands.

## Erzbischöfe
- siehe Liste der Erzbischöfe von Dublin

## Weblinks

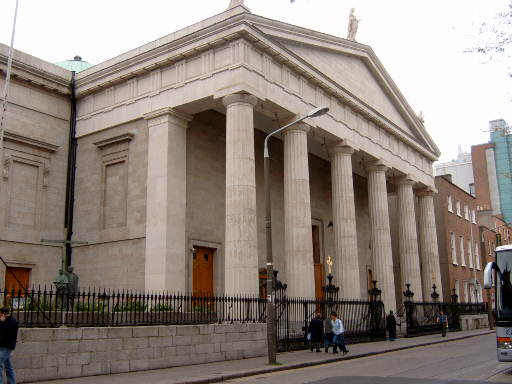
St. Mary’s Pro-Cathedral in Dublin, Fassade